# JesuispasséchezSo
Albums de Sofiane
Blacklist 2
(2013) Bandit Saleté
(2017)
#JesuispasséchezSo est la sixième mixtape du rappeur français Sofiane, sortie le 24 janvier 2017.

## Liste des titres
| JesuispasséchezSo | JesuispasséchezSo                                         | JesuispasséchezSo | JesuispasséchezSo | JesuispasséchezSo | JesuispasséchezSo | JesuispasséchezSo | JesuispasséchezSo | JesuispasséchezSo | JesuispasséchezSo |
| No                | Titre                                                     | Durée             |                   |                   |                   |                   |                   |                   |                   |
| ----------------- | --------------------------------------------------------- | ----------------- | ----------------- | ----------------- | ----------------- | ----------------- | ----------------- | ----------------- | ----------------- |
| 1.                | Un boulot sérieux                                         | 2:50              |                   |                   |                   |                   |                   |                   |                   |
| 2.                | 93 empire (feat. Kalash Criminel)                         | 4:11              |                   |                   |                   |                   |                   |                   |                   |
| 3.                | Fais le mouv (feat. MHD)                                  | 3:22              |                   |                   |                   |                   |                   |                   |                   |
| 4.                | Rebeulotte                                                | 3:03              |                   |                   |                   |                   |                   |                   |                   |
| 5.                | Savastano (feat. YL & Timal)                              | 3:00              |                   |                   |                   |                   |                   |                   |                   |
| 6.                | Dis-moi où tu pécho                                       | 4:07              |                   |                   |                   |                   |                   |                   |                   |
| 7.                | C'est nous les condés                                     | 3:06              |                   |                   |                   |                   |                   |                   |                   |
| 8.                | DZ mafia                                                  | 3:16              |                   |                   |                   |                   |                   |                   |                   |
| 9.                | Ça bicrave la mort                                        | 3:38              |                   |                   |                   |                   |                   |                   |                   |
| 10.               | X (feat. Bakyl)                                           | 4:08              |                   |                   |                   |                   |                   |                   |                   |
| 11.               | Ma cité a craqué (feat. Graya, Ninho, GLK, Riane & The S) | 3:30              |                   |                   |                   |                   |                   |                   |                   |
| 12.               | Mortal Kombat (feat.Boozoo)                               | 5:47              |                   |                   |                   |                   |                   |                   |                   |
| 13.               | Bakhaw                                                    | 3:05              |                   |                   |                   |                   |                   |                   |                   |
| 14.               | Tout l'monde s'en fout                                    | 2:29              |                   |                   |                   |                   |                   |                   |                   |
| 43:58             |                                                           |                   |                   |                   |                   |                   |                   |                   |                   |

## Titres certifiés en France
- 93 Empire (feat. Kalash Criminel)  Or [1]
- X  Or [2]
- Tout l'monde s'en fout  Diamant [3]

## Ventes et certifications

### Certifications et ventes
| Région        | Certification | Ventes/Streams           |
| ------------- | ------------- | ------------------------ |
| France (SNEP) | Platine       | 120 000[réf. nécessaire] |